# Mentone, Indiana
Mentone är en kommun (town) i Kosciusko County i Indiana. Vid 2010 års folkräkning hade Mentone 1 001 invånare.